# Jürgen Klopp
Jürgen Norbert Klopp (Stuttgart, 1967. június 16. –) német labdarúgó, edző. Posztját tekintve csatár, hátvéd. Játékosként az 1. FSV Mainz 05 egyik legtöbbet szereplő csatára, majd hátvédje volt. 2001-ben, szezon közben lett játékosból edző. 2008 és 2015 között a Borussia Dortmund vezetőedzője, amellyel kétszer nyert német bajnokságot, egyszer német kupát nyert. 2013-ban csapatával az UEFA-bajnokok ligája döntőjében szerepelt. 2015-től 2024 nyaráig a Liverpool FC menedzsere. 2019-ben BL győztes lett csapatával. Jelenleg a Red Bull Group nemzetközi labdarúgás-igazgatója.

## Játékosként
Jürgen Klopp juniorként két kiscsapat, az SV Glatten és a TuS Ergenzingen csatára volt. 1987-ben leigazolta az 1. FC Pforzheim, majd az élvonalbeli Eintracht Frankfurt második csapatában szerepelt. 1988-ban egy szezont a Viktoria Sindlingennél, majd a harmadosztályú Rot-Weiss Frankfurtnál töltött. Utóbbi egyesületével 1990-ben a másodosztályú osztályozón alulmaradt az 1. FSV Mainz 05 ellen. A szezont követően a Mainz 05 leigazolta. Eredetileg itt is csatárként játszott, de 1995-től hátvédként szerepelt pályafutása végéig. 2001 és 2006 között Michael Müllerrel közösen a Mainz legtöbb tétmérkőzésen szereplő játékosa volt, ötvenkét góljával pedig Sven Demandt mögött a második legtöbb gólt szerezte a Mainznak a másodosztályban.

## Edzőként

### Mainz 05 (2001–2008)
A 2000–2001-es szezonban a Mainz gyengén szerepelt, 2001. február 28-án menesztették Eckard Krautzun vezetőedzőt, helyette az előző mérkőzésen még játékosként szereplő Kloppot nevezték ki ideiglenes jelleggel a klub vezetőedzőjévé. Miután csapatával bent maradt a másodosztályban, szerződést kapott. A rákövetkező szezonban egy ponttal, 2002–2003-ban pedig mindössze egyetlen góllal maradt le a feljutástól. 2004-ben viszont sikerült feljutnia csapatával a Bundesligába. Ezt követően szerezte meg UEFA-Pro edzői licencét, hogy az élvonalban is lehessen vezetőedző. A 2005-06-os szezonban a Mainz elindulhatott az UEFA-kupában, miután az előző szezonban a legsportszerűbb csapat volt a Bundesligában és a sportszerűségi kvalifikáció során kisorsolták a csapatot, így indulhatott a selejtezőben, amit sikerrel teljesítettek is. A Mainz a későbbi győztes Sevilla FC ellen esett ki a főtábla első fordulójában. A 2006-07-es szezonban a 16. helyen végzett a Mainz, így kiesett a másodosztályba, ettől függetlenül Klopp maradt az edző. A 2007–2008-as szezonban a Mainz a 4. helyet érte el, így nem sikerült az azonnali feljutás. Klopp a szezon közben bejelentette, hogy ha a feljutás nem sikerül, távozik a Mainztól.

### Borussia Dortmund (2008–2015)
Miután a Borussia Dortmund együttese a 13. helyen végzett a 2007-08-as idényben, az akkori vezetőedzőt Thomas Dollt menesztették, helyére pedig Jürgen Klopp került, akivel kétéves szerződést kötöttek. Klopp első szezonjában a 6. helyre vezette a Dortmundot, egy évvel később pedig az 5. helyre. 
Ezt követően jött az igazi áttörés, hiszen a Dortmund a 2010-11-es és a 2011-12-es szezonban is bajnok lett.  2012-ben ráadásul a bajnokság mellett a Német Kupát is megnyerték, ezzel történelme során először duplázott a Dortmund a hazai porondon. 
2013-ban a csapat egészen a döntőig menetelt a Bajnokok Ligájában, ott viszont az FC Bayern München jobbnak bizonyult. Az ezt követő két évben a Dortmund már nem tudta azt hozni, mint korábban, Klopp így 2015 júniusában távozott vezetőedzői pozíciójából.  Klopp hét év alatt két-két bajnoki címet és Szuperkupát, valamint egy Német Kupát nyert a csapattal.

### Liverpool (2015–2024)
A Dortmundtól való távozás évében, 2015. október 8-án írt alá egy hároméves szerződést a Liverpool FC-vel. Első idényében irányítása alatt 2007 után először jutott európai kupadöntőbe a csapat, ahol a Sevillával szemben maradtak alul 3-1 arányban. A csapat emellett az Angol Ligakupa fináléját is elvesztette a Manchester Cityvel szemben. A bajnokságban csak a nyolcadik helyen sikerült zárniuk, ami azt jelentette, hogy a következő évben nem indulhattak a Bajnokok Ligájában. 
A 2016–2017-es szezont a negyedik helyen zárta a csapat, ezzel kiharcolva az újbóli BL indulást. 2018-ban a csapat ismét a negyedik helyen végzett a bajnokságban, a BL-ben viszont egészen a döntőig meneteltek, ahol a trófeát zsinórban harmadszor megnyerő Real Madrid CF bizonyult jobbnak. 
A 2018–2019-es bajnokságban a csapat formája jelentősen feljavult, hiszen 38 forduló alatt mindössze egy vereséget szenvedtek el és 97 pontot gyűjtöttek. Egészen hihetetlen módon viszont a Manchester City FC képes volt még ennél is eggyel több egységet szerezni, így a Liverpoolnak meg kellett elégednie az ezüstéremmel.  A Bajnokok Ligájában viszont összejött a végső diadal, Klopp együttese a döntőben magabiztosan múlta felül a Tottenham Hotspur FC csapatát.  
A 2019–2020-as idény egyik legelső meccsén a csapat megnyerte az Európai Szuperkupát az előző évi Európa Liga győztes Chelsea FC ellenében. A 2019-es FIFA-klubvilágbajnokság Dohában rendezett döntőjében a Bajnokok Ligája-győztes Liverpool 1–0-ra győzte le a Copa Libertadores bajnokát, a Flamengót, elhódítva ezzel a klubvilágbajnoki trófeát. 
2024. január 26-án bejelentette, hogy a szezon végén elhagyja a csapatot.

## Edzői pályafutása után
2024. október 9-én bejelentették, hogy Klopp 2025. január 1-től a Red Bull nemzetközi labdarúgás-igazgatója lesz. Szerződésében szerepelt egy kitétel, ami szerint elhagyhatta a céget, hogy jelentkezzen a német szövetségi kapitányi posztra, ha Julian Nagelsmann lemond.

## Televíziós elemzőként
2005 és 2008 között rendszeresen szerepelt a német közszolgálati ZDF televíziós csatorna különböző labdarúgó-közvetítésein (pl. a német labdarúgó-válogatott mérkőzésein). Itt többek között Urs Meier svájci játékvezetővel és Franz Beckenbauerrel is elemzett. Klopp egyik újdonsága volt, hogy egy digitális taktikai asztalon mutatta be adott mérkőzés különböző jelentős helyzeteit és elemezte ennek alapján a hibákat. A 2006-os világbajnokságon és a 2008-as Európa-bajnokságon elemezte a ZDF számára a közvetített mérkőzéseket. A lejárt szerződését nem hosszabbították meg, helyét az egykori válogatott kapus, Oliver Kahn vette át. A 2010-es dél-afrikai világbajnokságon az RTL elemzője volt, ahol Günther Jauch mellett dolgozott.
Munkájáért Johannes B. Kernerrel és Urs Meierrel közösen megkapta 2006-ban a Deutscher Fernsehpreist (a német közszolgálati csatornák, az RTL és a SAT.1 közös televíziós díját) a legjobb sportműsor kategóriájában.

## Magánélete
Fiatalkorát a Fekete-erdőben töltötte. 1995-ben szerzett sporttudományi diplomát a frankfurti Johann Wolfgang Goethe Egyetemen.
Jürgen Klopp második házasságában él. Első házasságából származik fia, Marc Klopp, aki a Borussia Dortmund második csapatában játszott, de egy sérülés miatt kénytelen volt huszonhárom éves korában befejezni pályafutását. Második felesége, Ulla, szociálpedagógus és gyermekkönyvek szerzője. 2009-ben a család a Dortmund melletti Herdeckébe költözött. Klopp több különböző rasszizmusellenes kampány résztvevője és arca, valamint brazíliai utcagyerekeket támogató egyesület aktivistája.

## Statisztika

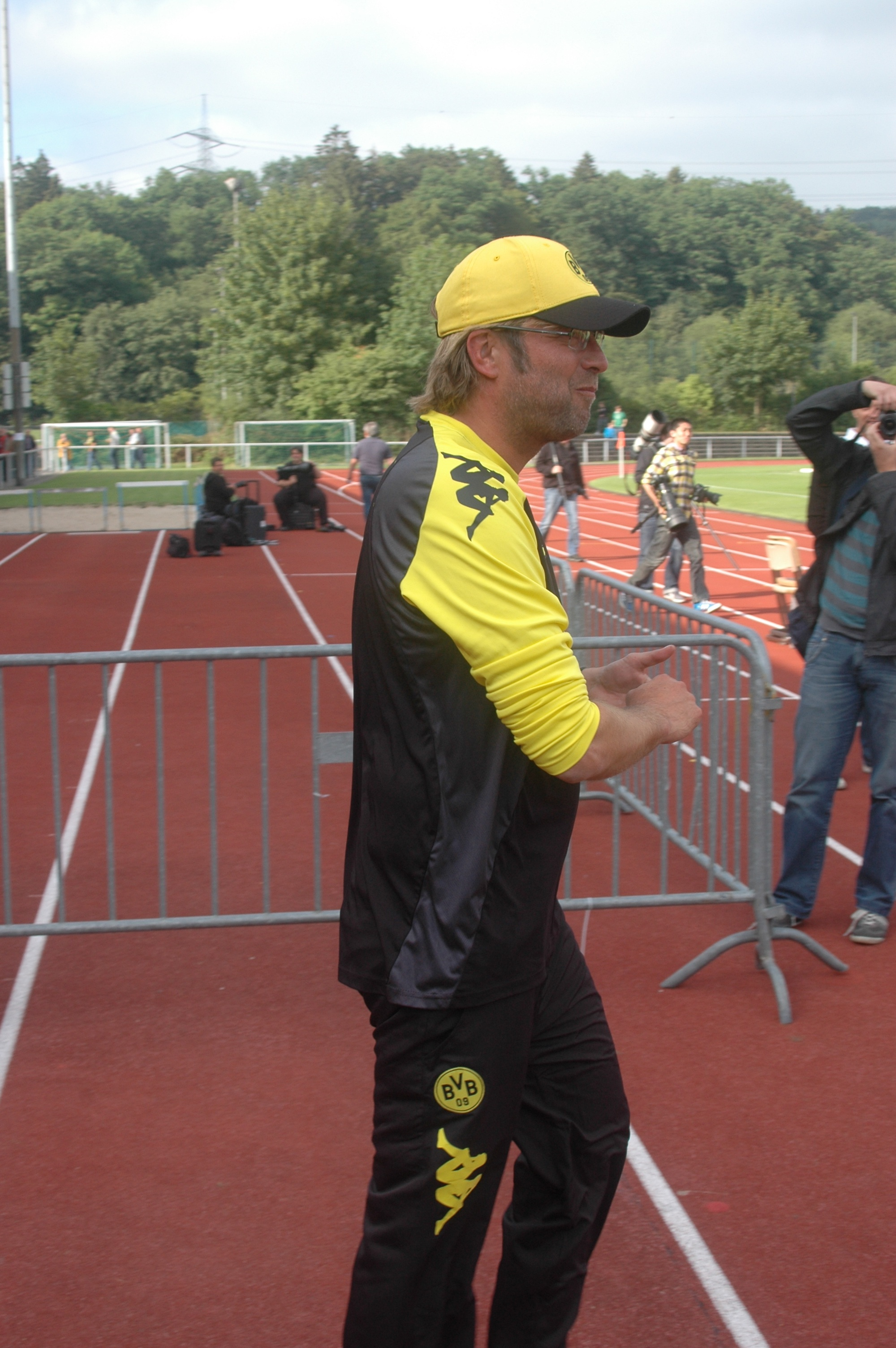
A Dortmund színeiben

2024. május 19-én lett frissítve.
| Mainz 05          | 2001. február 28. | 2008. június 30. | 269  | 108 | 78  | 83  | 40.15 |
| Borussia Dortmund | 2008. július 1.   | 2015. június 30. | 318  | 179 | 69  | 70  | 56.29 |
| Liverpool         | 2015. október 8.  | 2024. június 30. | 491  | 299 | 109 | 83  | 60.9  |
| Összesen          | Összesen          | Összesen         | 1080 | 588 | 256 | 236 | 54.44 |

## Sikerei, díjai
Borussia Dortmund:
- Bajnok: 2010–2011, 2011–2012
- Kupa: 2011–2012
- Szuperkupa: 2013, 2014

 Liverpool FC
- Angol bajnok: 2019–2020
- UEFA-bajnokok ligája: 2018–2019
- UEFA-szuperkupa: 2019
- Angol ligakupa: 2021–2022
- Angol szuperkupa: 2022
- Angol kupagyőztes: 2021–2022

Egyéni:
- Az év labdarúgóedzője Németországban: 2011, 2012, 2019[11]

- Onze d’Or – Az év labdarúgóedzője: 2018–2019